# Billtjärns urskog
Billtjärns urskog är ett naturreservat i Ragunda kommun i Jämtlands län.
Området är naturskyddat sedan 1991 och är 100 hektar stort. Reservatet består av gamla granar och jättestora tallar i ett område öster om Sör-Billtjärnen.